# Kongeriget Burgund
 For alternative betydninger, se Kongeriget Burgund (flertydig). (Se også artikler, som begynder med Kongeriget Burgund)
Kongeriget Burgund (på moderne dansk Kongeriget Bourgogne) var navnet på en række stater i Vesteuropa i Middelalderen. Det historiske Burgund svarer nogenlunde til grænselandet mellem det moderne Frankrig, Italien og Schweiz og omfatter de store moderne byer Genève og Lyon.
Kongeriget Burgund eksisterede i en række forskellige former som politisk entitet, navnlig da det var opdelt i Øvre og Nedre Burgund og Provence. To af entiteterne, den første omkring det 6. århundrede og den anden anden omkring det 11. århundrede, blev omtalt som "Kongeriget Burgund". Til andre tider blev det omtalt som Kongeriget Provence, Hertugdømmet Burgund og Grevskabet Burgund.